# 18 tháng 12
Ngày 18 tháng 12 là ngày thứ 352 (353 trong năm nhuận) trong lịch Gregory. Còn 13 ngày trong năm.

## Sự kiện
- 218 TCN – Chiến tranh Punic lần thứ hai: Quân Carthago dưới quyền Hannibal giành thắng lợi trước quân La Mã trong trận chiến Trebia.
- 617 – Sau khi đánh chiếm được thành Trường An, Lý Uyên dựng Đại vương Dương Hựu làm hoàng đế của triều Tùy ở Thiên Hưng điện, diêu tôn Tùy Dạng Đế là Thái thượng hoàng, tức ngày Nhâm Tuất tháng 11 năm Đinh Sửu.
- 757 – Sau một thời gian lánh nạn loạn An Sử, Đỗ Phủ trở về kinh thành Trường An để làm quan trong triều đình của Đường Huyền Tông.
- 1271 – Đại hãn Hốt Tất Liệt cải quốc hiệu từ "Đại Mông Cổ Quốc" thành "Đại Nguyên", chính thức khởi đầu triều Nguyên.
- 1642 – Abel Tasman trở thành người châu Âu đầu tiên đặt chân lên New Zealand.
- 1777 – Hoa Kỳ tổ chức Lễ Tạ ơn đầu tiên nhằm kỷ niệm chiến thắng trước tướng Anh Quốc John Burgoyne trong Trận Saratoga hồi tháng 10.
- 1787 – New Jersey trở thành bang thứ ba phê chuẩn Hiến pháp Hoa Kỳ.
- 1886 – Khởi nghĩa Ba Đình: Quân đội Pháp vây hãm và tiến đánh căn cứ Ba Đình ở Thanh Hóa, Trung Kỳ.
- 1892 – Kẹp Hạt Dẻ của Tchaikovsky được công diễn lần đầu tại Sankt-Peterburg, Nga.
- 1916 – Chiến tranh thế giới thứ nhất: trận Verdun kết thúc với thắng lợi của Pháp, song cả hai bên tham chiến là Pháp và Đức đều chịu tổn thất nặng nề.
- 1956 – Nhật Bản gia nhập Liên Hợp Quốc.
- 1964 - Tướng Nguyễn Khánh thành lập Hội đồng Quân lực, dọn đường cho phe quân nhân can thiệp vào chính phủ dân sự của Thủ tướng Trần Văn Hương thời Việt Nam Cộng hòa.
- 1972 – Chiến tranh Việt Nam: Tổng thống Hoa Kỳ Richard Nixon tuyên bố rằng Hoa Kỳ sẽ tiến hành Chiến dịch Linebacker II, ném bom miền Bắc Việt Nam, sau khi các cuộc thương thảo hòa bình với Việt Nam Dân chủ Cộng hòa tan vỡ vào ngày 13.
- 1978 – Dominica gia nhập Liên Hợp Quốc.
- 1979 – Đại hội đồng Liên Hợp Quốc thông qua Công ước loại bỏ mọi hình thức phân biệt đối xử với phụ nữ.
- 1987 – Larry Wall phát hành phiên bản đầu tiên của ngôn ngữ lập trình Perl.
- 1989 – Cộng đồng Kinh tế châu Âu và Liên Xô ký kết một thỏa thuận về hợp tác mậu dịch, thương mại và kinh tế.
- 1997 – W3C phát hành HTML 4.0.
- 2019 – Tổng thống Donald Trump bị Hạ viện Hoa Kỳ luận tội, trở thành Tổng thống Hoa Kỳ thứ ba bị luận tội trong lịch sử.
- 2022 – Đội tuyển bóng đá quốc gia Argentina vô địch Fifa World Cup 2022

## Sinh
- 1021 – Vương An Thạch, chính trị gia, tác gia triều Bắc Tống tại Trung Quốc (m. 1086)
- 1661 – Christopher Polhem, nhà khoa học, nhà phát minh người Thụy Điển (m. 1751)
- 1707 – Charles Wesley, nhà soạn nhạc người Anh (d. 1788)
- 1811 – Nguyễn Văn Giao, quan lại triều Nguyễn, (m. 1863)
- 1829 – Wilhelm xứ Baden, tướng lĩnh và chính trị gia người Đức (m. 1897)
- 1835 – Nguyễn Phúc Nhàn Tuệ, phong hiệu Mỹ Thuận Công chúa, công chúa con vua Minh Mạng (m. 1863)
- 1850 – Kurt von Sperling, sĩ quan quân đội người Đức (m. 1914)
- 1852 – Karl von Plettenberg, tướng lĩnh người Đức (m. 1938)
- 1856 – Joseph John Thomson, nhà vật lý học người Anh, đoạt giải Nobel (m. 1940)
- 1863 – Franz Ferdinand, thái tử của Đế quốc Áo-Hung (m. 1914)
- 1878 – Iosif Vissarionovich Stalin, lãnh tụ người Liên Xô, dân tộc Gruzia, tức 6 tháng 12 theo lịch Julius (m. 1953)
- 1879 – Paul Klee, họa sĩ Thụy Sĩ (m. 1940)
- 1882 – Thái Ngạc, quân phiệt người Trung Quốc, tức 9 tháng 11 năm Nhâm Ngọ (m. 1916)
- 1913 – Willy Brandt, chính trị gia người Đức, Thủ tướng Đức, đoạt giải Nobel (m. 1992)
- 1921 – Yury Vladimirovich Nikulin, Diễn viên người Liên Xô và Nga (m. 1997)
- 1928 - Chương Dzềnh Quay, Chuẩn tướng Quân lực Việt Nam Cộng hòa
- 1931 – Allen Klein, người đại diện tài năng và doanh nhân người Mỹ (d. 2009)
- 1932 – Băng Sơn, nhà văn người Việt Nam (m. 2010).
- 1935 – Jacques Pépin, đầu bếp và tác gia người Pháp-Mỹ
- 1939 – Harold E. Varmus, nhà khoa học người Mỹ, đoạt giải Nobel
- 1940 – Lôi Phong, chiến sĩ người Trung Quốc (m. 1962)
- 1941 - Nhạc sĩ Dzũng Chinh (m. 1969)
- 1943 – Keith Richards, ca sĩ-người viết ca khúc, tay chơi guitar, nhà sản xuất và Diễn viên người Anh (The Rolling Stones)
- 1946 – Steven Spielberg, đạo diễn phim người Mỹ
- 1947 – Ikeda Riyoko, mangaka người Nhật Bản
- 1952 – Krystyna Janda, Diễn viên người Ba Lan
- 1963 – Brad Pitt, Diễn viên người Mỹ
- 1964 – Stone Cold Steve Austin, đô vật Wrestling chuyên nghiệp người Mỹ
- 1966 – Gianluca Pagliuca, Italian footballer
- 1969 – 
  - Santiago Cañizares, cầu thủ bóng đá người Tây Ban Nha
  - Hoài Linh, Diễn viên hài kịch người Việt Nam
- 1970 – Rob Van Dam, đô vật Wrestling chuyên nghiệp người Mỹ
- 1971 – Arantxa Sánchez Vicario, vận động viên quần vợt người Tây Ban Nha
- 1974 – Moatassem Gaddafi, sĩ quan quân đội người Libya (m. 2011)
- 1975 – Sia Furler, ca sĩ-người viết ca khúc người Úc
- 1978 - Nguyễn Quang Dũng, đạo diễn người Việt Nam
- 1980 – Christina Aguilera, ca sĩ người Mỹ
- 1987 – Ayaka, ca sĩ người Nhật Bản
- 1988 – Noo Phước Thịnh, ca sĩ, nam Diễn viên người Việt Nam
- 1992 – Bridgit Mendler, nữ Diễn viên, ca sĩ người Mỹ
- 2000 – Korapat Kirdpan, nam diễn viên người Thái Lan
- 2001 – Billie Eilish, nữ ca sĩ người Mỹ.

## Mất
- 1737 – Antonio Stradivari, nghệ nhân sản xuất đàn người Ý (s. 1644)
- 1829 – Jean-Baptiste Lamarck, nhà sinh vật học người Pháp (s. 1744)
- 1880 – Michel Chasles, nhà toán học người Pháp (s. 1793)
- 1886 – Leopold Hermann von Boyen, tướng lĩnh quân đội người Đức (s. 1811)
- 1888 – Nguyễn Phúc Miên Chí, tước phong Vĩnh Lộc Quận công, hoàng tử con vua Minh Mạng (s. 1836)
- 1932 – Eduard Bernstein, chính trị gia người Đức (s. 1850)
- 1971 – Aleksandr Tvardovsky, tác gia tại Liên Xô (s. 1910)
- 1980 – Aleksey Kosygin, chính trị gia tại Liên Xô (s. 1904)
- 1982 – Hans-Ulrich Rudel, phi công người Đức (s. 1916)
- 1985 – Xuân Diệu, nhà thơ người Việt Nam (s. 1916)
- 1991 – Phan Trọng Tuệ, tướng lĩnh người Việt Nam (s. 1917)
- 2006 – Joseph Barbera, họa sĩ biếm hoạ người Mỹ (s. 1911)
- 2006 – Joseph Barbera, nhà làm phim hoạt hình người Mỹ (s. năm 1911)
- 2008 – W. Mark Felt, điệp viên người Mỹ (s. 1913)
- 2011 – Václav Havel, chính trị gia người Séc, Tổng thống Cộng hòa Séc (s. 1936)
- 2017 – Kim Jonghyun, thành viên nhóm nhạc SHINee (s. 1990).

## Những ngày lễ và kỷ niệm
- Chiến thắng "Hà Nội - Điện Biên Phủ trên không"
- Ngày Người di cư Quốc tế (International Migrants Day)